# Hekistocarpa
Hekistocarpa és un gènere monotípic de plantes amb flors que pertany a la família de les rubiàcies. Inclou una sola espècie: Hekistocarpa minutiflora Hook.f. (1873). És nativa de Nigèria a Camerun.

## Descripció
És una planta herbàcia o subarbust que assoleix una mida de 0,6-2 m d'altura, es troba en els matollars del bosc secundari, de Nigèria i Camerun.

## Propietats
S'empra la fulla com a planta medicinal com analgèsic i per als problemes estomacals.

## Taxonomia
Hekistocarpa minutiflora va ser descrita per Joseph Dalton Hooker i publicat a Icones Plantarum t. 1151, en l'any 1873.